# Toro (Spanyolország)
Toro kisváros Spanyolországban,  Zamora tartományban. Toro Villardondiego, Villavendimio, Morales de Toro, San Román de Hornija, Villafranca de Duero, Castronuño, Villabuena del Puente, El Pego, Valdefinjas, Venialbo, Sanzoles, Peleagonzalo, Madridanos, Villalazán, Fresno de la Ribera, Villalube, Matilla la Seca és Pozoantiguo községekkel határos. Lakosainak száma 8369 fő (2024).

## Népesség
A település népessége az utóbbi években az alábbiak szerint változott:
| Lakosok száma | 9224 | 9396 | 9738 | 9822 | 9627 | 9305 | 8974 | 8713 | 8448 | 8369 |
|               | 2001 | 2004 | 2007 | 2009 | 2012 | 2014 | 2017 | 2019 | 2022 | 2024 |